# Последние дни Джона Аллена Чау
«Последние дни Джона Аллена Чау» (англ. The Last Days of John Allen Chau) — предстоящий биографический фильм режиссёра Джастина Лина по сценарию Бена Рипли. Фильм основан на статье Алекса Перри «Последние дни Джона Аллена Чау».

## Сюжет
В фильме рассказывается история Джона Аллена Чау, миссионера-идеалиста, желающего установить контакт с сентинельцами, изолированным племенем, живущим на острове Северный Сентинел в Индийском океане.

## В ролях
- Скай Янг — Джон Аллен Чау
- Радхика Апте
- Навин Эндрюс
- Кен Люн
- Тоби Уоллес
- Сиэра Браво
- Клэр Прайс
- Дьедонне Нгабо
- Марни Кеннеди

## Производство
В феврале 2023 года было объявлено, что Джастин Лин станет режиссёром драматического фильма, основанного на статье Алекса Перри «Последние дни Джона Аллена Чау», опубликованной в журнале Outside. Сценарий напишет Бен Рипли. Проект разработан компанией The Gotham Group. Джастин Лин также стал продюсером, наряду с Эндрю Шнайдером, Салом Гатдулой, Эллен Голдсмит-Вейн, Эриком Робинсоном и Клейтоном Таунсендом. Скай Янг был утверждён на главную роль в июне 2023 года.
В мае 2024 года к актёрскому составу фильма присоединились Радхика Апте, Навин Эндрюс, Кен Люн, Тоби Уоллес, Сиара Браво, Клер Прайс, Дьедонне Нгабо и Марни Кеннеди.
Основные съемки начались 17 мая 2024 года в Таиланде.